# 光禄寺
光禄寺是中國古代掌理膳食的官署。光禄寺原稱為光祿勳，由漢朝郎中令演變而來，統屬宮廷宿衛及侍從等。至魏、晉僅存其名，北齊則易名為光祿寺，職責亦變為掌理皇室膳食。自此各代均保留此制，僅遼時曾易名為崇祿寺，金則職屬宣徽院。

## 各朝概況

### 唐朝
光祿寺乃掌管酒醴饈膳之事的機構。

#### 屬官及所轄機構
- 卿，一人。從三品。光祿寺的長官。
- 少卿，二人。從四品上。光祿寺的副長官，負責輔佐光祿寺卿。
- 丞
- 主簿

所轄機構
- 太官署
- 珍羞署
- 良酝署
- 掌醢署

### 明朝
洪武元年（1368年）改宣徽院為光祿寺，永樂年間光禄寺位於北京皇城東安門內，明代光祿寺負責的是御膳食材的採買，凡祭饗、宴勞、酒醴、膳羞之事，都由光祿寺「辨其名數，會其出入，量其豐約，以聽於禮部。」食材的來源是上林苑，歲取孳生鵝一萬八千隻、鴨八千隻、雞五千隻。光祿寺的司牧局設有乳牛廠，供應皇室牛乳及乳製品，另外順天府宛平縣每年須上貢核桃百斤，紅棗百斤，另外上林苑四署供給不足時，光禄寺需要向京城舖行買辦，洪武朝即規定按市價加十文購買，而行頭、報頭壓榨拖欠舖行坐賈行商之事時有所聞，弘治四年（1491年）明孝宗下令：「買辦供應，即宜給價，不許行頭用強賒買。今後但有指稱報頭等名目，強賒害人，所司嚴以法治之。」。但弘治十四年（1501）四月，韃靼小王子，火篩諸部連兵大舉擾邊，太倉庫、內帑用銀優先挪用於軍費，仍出現光祿寺拖欠行戶豬羊銀三萬多兩的情形，光祿寺為用錢的單位，特殊年分此類情事亦在所難免。

### 清朝
清朝因另有內務府掌責內廷祭祀，光祿寺僅職司外廷，管理祭祀食品。
順治元年（1644年）沿襲明制設立，隸屬於禮部。康熙三年（1664年）由禮部分出為獨立衙門，設管理光祿寺事務大臣一人、光祿寺卿二人、少卿二人、典簿二人、署正八人、署丞八人、筆帖式十八人、司庫二人、庫使八人、堂書四人、經承十五人。下設大官署、珍饈署、良醞署、掌醢署、典簿廳、當月處、銀庫、黃冊房、司牲司等機構。光緒三十二年（1906年）裁撤，事務併歸禮部。
清朝光祿寺職掌：
- 祭祀前會同太常寺卿、監察御史、禮部司員監視宰殺祭牲。
- 祭祀後將祭肉進呈皇帝、分送各處衙門。
- 三大節期及皇帝大婚等典禮時備辦宴席。
- 喪禮時備辦奠筵、僧道誦經。
- 備辦供筵、齋筵。
- 供給官員、藩部及朝貢使節各種食禮。
- 年終時分送蒙古王公肉品、魚乾等禮物。
- 飼養供應豬隻。
- 管理寺屬官莊、果園，徵收莊園地租銀兩。
- 備置祭禮存儲器皿、食物。
- 管理寺屬官員俸祿、文移、用印、費用核銷。

## 腳註
1. ↑  《明孝宗實錄》卷五七

## 延伸阅读
[在维基数据编辑]
 《欽定古今圖書集成·明倫彙編·官常典·光祿寺部》，出自陈梦雷《古今圖書集成》